# Gradišćanskohrvatski jezik
Gradišćanskohrvatski jezik  (njem. Burgenlandkroatische Sprache, mađ. Gradistyei nyelv,  Gradiscsei nyelv) inačica je hrvatskoga jezika kojom govore Gradišćanski Hrvati u Gradišću u Austriji i pograničnim područjima susjednih država.

## Gradišćanskohrvatski mikrojezik
Gradišćanskohrvatski ravnomjernije objedinjuje gradišćanskohrvatske čakavske, štokavske i kajkavske govore, za razliku od općehrvatskoga standardnog jezika koji se većim dijelom temelji na hrvatskoj štokavštini, a manjim dijelima na čakavštini i kajkavštini. Gradišćanskohrvatskom književnom mikrojeziku temelj je najrasprostranjenija u Gradišću hrvatska čakavština. Zanimljivo je kako su sva tri hrvatska narječja u Gradišću znatnije ujednačenija o onih u domovini i to prvenstveno poradi toga što ih nije razdvajala višestoljetna vladavina različitih carstava te nisu bili podložni različitim jezičnim utjecajima, što je rezultiralo jedinstvenim hrvatskim mikrojezikom Hrvata iz Gradišća.
Nijemci i Mađari su ga nekoć imenovali Wassercroate Sprache ili Fehérhorvát nyelv (Bjelohrvatski). 
Unatoč okruženju mnogobrojnijim jezicima Gradišćanski Hrvati uspjeli su očuvati hrvatski jezik do dana današnjega, gradišćanskohrvatski danas govori približno 70 tisuća Hrvata u Gradišću  (Austriji, Mađarskoj, Slovačkoj i u Češkoj).

## Rasprostranjenost hrvatskih narječja u Gradišću
U Gradišću se rasprostiru govori sva tri hrvatska narječja, samo su oni za razliku od onih u domovini u većoj mjeri ravili zajedničke značajke.
- štojski poddijalekt: govor govore Štoji u okolici Pinkovaca (Güttenbach), Stinca (Stinatz), Nove Gore (Neuberg),  Sabari (Zuberbach), Starem Hodašu (Althodis), Čembi (Schandorf), Vincjetu (Dürnbach), Ključarevcu (Allersdorf), itd; štokavski-južnočakavski ikavsko miješani govor
- vlaški poddijalekt: šćakavski ikavski govor kojima govore Vlahi (štokavski govor) u Bandolu (Weiden bei Rechnitz), itd.
- dolinski poddijalekt: govor govore Dolinci u okolici Dolnje Pulje (Unterpullendorf), Frakanave (Frankenau), Pernava (Kleinmutschen), itd. Dolinski je srednječakavski (ikavsko-ekavski) govor
- poljanski poddijalekt: govor govore Poljanci u okolici Neusiedlerskega (Nežiderskog jezera), isto srednječakavski govor (s elementima kajkavštine )
- hacki poddijalekt: srednječakavski govor govore Haci u okolici Nežiderska jezera
- dio Hrvata u okolici Nežiderskog jezera govore kajkavske govore
- grobski poddijalekt govori pučanstvo naselja Hrvatski Grob, pripada kajkavskom narječju
- južnogradišćanskim poddijalektom čine gradišćanski poddijalekt južnočakavskog dijalekta a nalaze se južno od vlahijskih govora
- U selima Vedešin i Homok (Mađarska, okolica Šoprona) se nalaze govori za koje se vjeruje da su iz Međurića i Kraljeve Velike, odnosno inače izumrlog zapadnoslavonskog kajkavskog dijalekta, iako su ti govori u fazi izumiranja.

Poljanski, dolinski i hacki poddijalekt se nominiraju u kontinentalni poddijalekt srednjočakvskog dijalekta.

## Podrijetlo hrvatskih govora u Gradišću
Gradišćanskohrvatski govori potječju većinom iz Pounja te Pounju susjednih krajeva, iako ima i miješanja. Npr. za Vlašku oazu misli se da je riječ o doseljenicima u Pounje iz Dalmacije, koji su nakon toga prebjegli u Gradišće.
Štojski govor je južni (ikavski) čakavski, koji posjeduje prijelazne elemente prema štokavskom.
Vlaška oaza je šćakavski ikavski koji se razvio iz područja zapadnog dijalekta, no s pokazuje i značajke arhaičnog slavonskog dijalekta.
Ostali govori su ikavski-ekavski čakavski, srednječakavski (s pojedinim kajkavskim oazama). Kajkavski je oko Soprona, iako neki autori (Mijo Lončarić) te govore stavlja kao mješavinu međimursko-zapadnoslavonske kajkavštine.

## Povijest gradišćanskih Hrvata
Hrvati su doselili na ozemlje Gradišća u granicama povijesnog Hrvatsko-ugarskog kraljevstva, to jest na tlu nekoć zapadne Ugarske u 16. stoljeću. Taj prostor obuhvaća današnji teritorij istočne Austrije, zapadne Mađarske, jugozapadne Slovačke i jugoistočne Češke. Pridošli Hrvati većinom su bili iz krajeva najviše ugroženih turskom navalom, to jest iz nekoč povijesne južne Hrvatske, a to su današnji krajevi Like, unutarnje Dalmacije, Korduna te prostor čitave zapadne Bosne. Doseljavanje Hrvata dogodilo se je u tri selidbena vala, 1530-ih, 1540-ih te u trećem valu tijekom 1550-ih i 1560-ih godina. Glede očuvanog narodnoga predanja i crkvenih isprava pučanstvo je podrijetlom iz okolice; Knina, Klisa, Jajca, Udbine, Vrbasa, Sane i Pounja, a njihov broj se procjenjivao na oko 200 tisuća duša.

## Današnja rasprostranjenost Gradišćanskih Hrvata
1. Austrija:
- Bijelo Selo (Pama)
- Novo Selo (Neudorf)
- Pandrof (Parndorf)
- Uzlop (Oslip)
- Trajštof (Trausdorf)
- Cindrof (Siegendorf)
- Klimpuh (Klingenbach)
- Cogrštof (Zagersdorf)
- Vorištan (Hornstein)
- Štikapron (Steinbrunn)
- Celindof (Zillingtal)
- Vulkapodrštof (Wulkaprodersdorf)
- Otava (Antau)
- Rasporak (Draßburg)
- Pajngrt (Baumgarten)
- Filež (Nikitsch)
- Veliki Borištof (Großwarasdorf)
- Frakanava - Dolnja Pulja (Frankenau - Unterpullendorf)
- Kalištrof (Kaisersdorf)
- Bajngrob (Weingraben)
- Bandol (Weiden bei Rechnitz)
- Stinjaki (Stinatz)
- Čajta (Schachendorf)
- Čemba (Schandorf)
- Pinkovac (Güttenbach)
- Nova Gora (Neuberg)
- Veršvar (Rotenturm)
- Beč (Wien, Vienna)

2. Mađarska:
- Koljnof (Kópháza)
- Prisika (Peresznye)
- Plajgora (Ólmod)
- Hrvatski Židan (Horvátzsidány)
- Narda
- Gornji Čatar (Felsöcsatár)
- Hrvatske Šice (Horvátlövö)
- Petrovo Selo (Szentpéterfa)

3. Slovačka:
- Čunovo
- Devinsko Novo Selo ( Devinska Nova Ves)
- Hrvatski Grob (Chorvátsky Grob)
- Hrvatski Jandrof (Jarovce)
- Rosvar (Rusovce)

4. Češka:
- Frelištof (Jevišovka)
- Dobro Polje (Dobré Pole)
- Nova Prerava (Novy Prerov)

## Gradišćanskohrvatska himna
Hrvat mi je otac, Hrvatica mati
Hrvat sam i sam!
Za Hrvatsku svoju živjet, umirati,
Moram vijek da znam.
Da sam Hrvat, junak, vazda smion, bodar,
To nek znade svijet!
Stijeg, visoko dižem: crven, bijel i modar,
Za nj` ću živjet, mrijet!
Napisao je Mate Meršić Miloradić.

## MolitvaOče našna gradišćanskohrvatskom i standardnom hrvatskom jeziku
| standardni hrvatski (domovinski) | standardni hrvatski Hrvata iz Gradišća | standardni hrvatski prema kajkavskoj osnovici | prekomurski |
| --- | --- | --- | --- |
| Oče naš, koji jesi na nebesima, sveti se ime tvoje, dođi kraljevstvo tvoje, budi volja tvoja, kako na nebu tako i na zemlji. Kruh naš svagdanji daj nam danas, i otpusti nam duge naše, kako i mi otpuštamo dužnicima našim, i ne uvedi nas u napast, nego izbavi nas od zla. Amen. | Oče naš, ki si na nebesi, sveti se ime tvoje, pridi kraljevstvo tvoje, budi volja tvoja, kako na nebu tako i na zemlji. Kruh naš svakidanji daj nam danas, i otpusti nam duge naše, kako i mi otpušćamo dužnikom našim, i ne zapeljaj nas u skušavanje, nego oslobodi nas od zla. Amen. | Otec naš, ki si na nebéseh, sveti se Ime tvoje, pridi kraljestvo tvoje, budi volja tvoja, kak na nebu, tak i na zemlji, Kruha našega vsakdašnjega daj nam denes, i odpusti nam duge naše, kak i mi odpuščamo dužnikom našem, i ne vpelaj nas vu skušavanje, neg oslobodi nas od zla. Amen. | Oče naš, ki si v nebésaj, svéti se imé tvoje, prídi králestvo tvoje, bojdi voula tvoja, kak na nébi tako i na zemli. Krűha našega vsakdanéšnjega dáj nám ga dnes, i odpüstí nám dugé naše, kak i mi odpűščamo dužníkom našim, i ne vpelaj nás v sküšávanje, nego osloboudi nás od hűdoga. Amen. |

## Vanjske poveznice
- Hrvati – ORF (Volksgruppen)
- Gradistyei horvátok Magyarországon
- Bölcs Matild: ANYANYELV- REGIONÁLIS NYELV, IDENTITÁSTUDAT -REGIONÁLIS IDENTITÁSTUDAT
- A grádistyei horvátok XVI–XX. századi asszimilációjának példái
- Dr. Barics Ernő: A magyarországi horvátok nyelve  Arhivirana inačica izvorne stranice od 11. prosinca 2007. (Wayback Machine)
- Hrvatskicentar  Arhivirana inačica izvorne stranice od 27. rujna 2007. (Wayback Machine)
- Znanstveni zbornik – Gerhard Neweklowsky: Gradišćansko-hrvatski jezik kao sistem  Arhivirana inačica izvorne stranice od 18. studenoga 2013. (Wayback Machine)